# Othmar Reichmuth

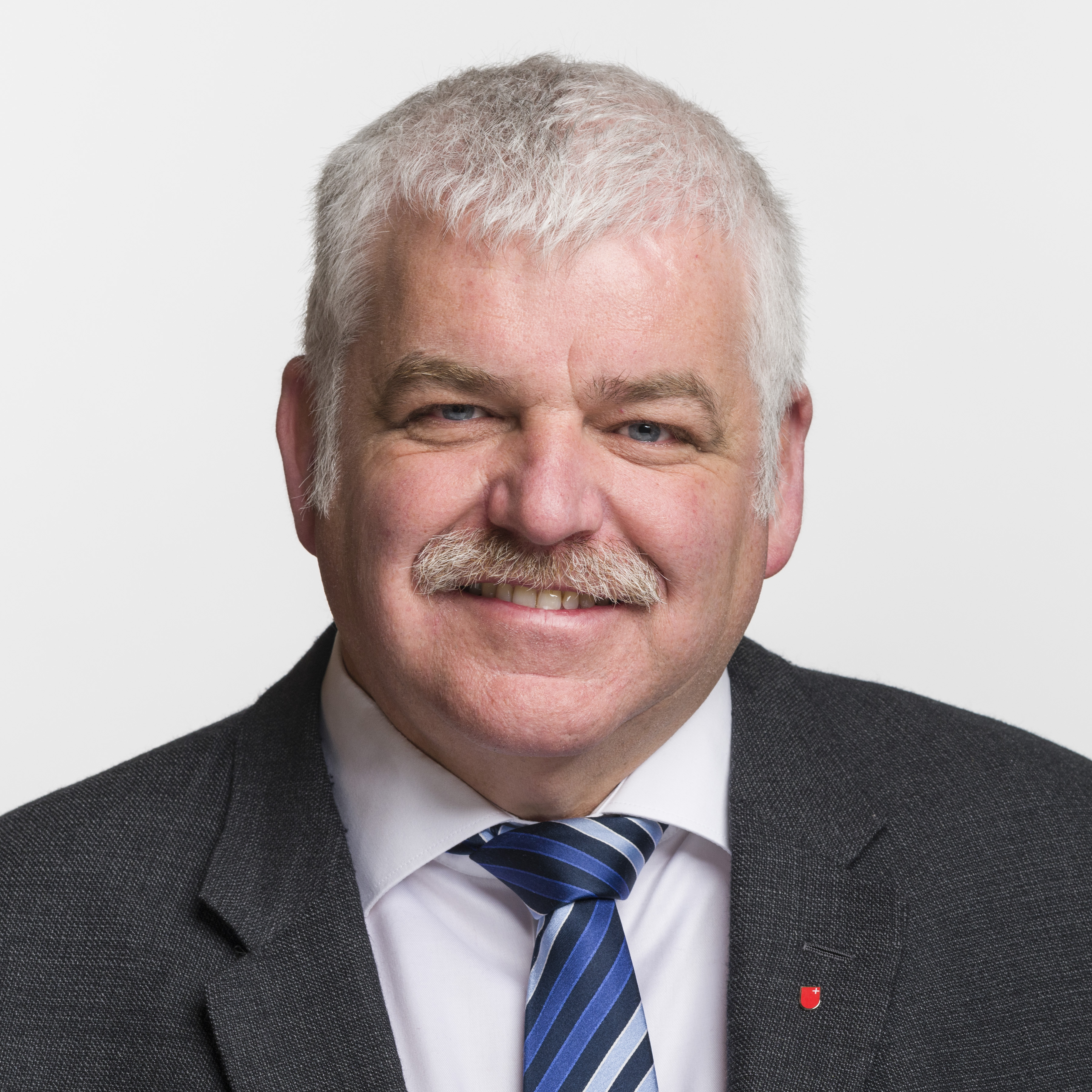
Othmar Reichmuth (2019)

Othmar Alois Reichmuth (* 24. Januar 1964 in Schwyz; heimatberechtigt ebenda) ist ein Schweizer Politiker (Die Mitte, vormals CVP).

## Leben
Nach Abschluss der Käserlehre besuchte Reichmuth die Handels- und Verwaltungsschule in Luzern. In den Jahren 1986 bis 1988 absolvierte er die Molkereischule Sursee und machte 1989 die Käsermeisterprüfung. Mit mehreren Unterbrüchen für die Aus- und Weiterbildung war Reichmuth zwischen 1984 und 1996 in verschiedenen Funktionen bei der Firma Hirz tätig. 1996 wechselte er zur Oberallmeindkorporation Schwyz und wurde ein Jahr später deren erster Geschäftsführer. Diese Position hatte er bis zu seiner Wahl in den Regierungsrat im Jahr 2010 inne.
Er war unter anderem Mitglied des Verwaltungsrats des Elektrizitätswerks des Bezirks Schwyz (2004–2011) und Mitglied der Schwyzer Kantonsverfassungskommission (2005–2011). Aktuell ist Reichmuth Präsident der «Stiftung Winterhilfe Kanton Schwyz». Ausserdem ist er Stiftungsratspräsident der «Stiftung Schwiizer hälfed Schwiizer» sowie Vereinspräsident von «Thermische Netze Schweiz (TNS)».
Reichmuth ist verheiratet, hat vier erwachsene Kinder und wohnt in Illgau.

## Politik
Reichmuth ist seit 2010 Mitglied der CVP und seither auch im Vorstand der Kantonalpartei. Er war von 1994 bis 2002 Gemeinderat und von 2002 bis 2006 Gemeindepräsident von Illgau. Am 13. Juni 2010 wurde er im zweiten Wahlgang als Ersatz für Lorenz Bösch (CVP) in den Regierungsrat des Kantons Schwyz gewählt. Das Amt als Regierungsrat übte er vom 1. Juli 2010 bis zum 30. Juni 2020 aus. Er war Vorsteher des Baudepartements. Von Juli 2016 bis Juni 2018 stand er der Kantonsregierung als Landammann vor.
Am 24. November 2019 wurde Reichmuth in den Ständerat gewählt. Dabei setzte er sich im zweiten Wahlgang gegen Pirmin Schwander (SVP) durch, womit er für die CVP den acht Jahre zuvor an die SVP verlorenen Sitz zurückeroberte. Bei den Wahlen 2023 trat Reichmuth erneut für den Ständerat an, wurde aber nicht wiedergewählt.